# Николай Кипчев
Николай Кипчев е български актьор, водещ и шоумен.

## Биография
Николай Кипчев е роден в София на 29 октомври 1957 г. Майка му Йонка Сливенска е певица на стари шлагери и народни песни, 50 години е на сцената и е обиколила целия свят. Баща му Васил Кипчев е хореограф в държавния ансамбъл „Филип Кутев“ 25 години .

## Кариера
Бил е водещ на „Добър ден, България“ по БНТ, в телевизия „Век“, „Ай Ти Ви“, „Демо“...
Водил е и „Мелодия на годината“, Първото международно цирково вариете и други.
Основател е на „Вариететния театър“ в Габрово заедно с Николай Николов и Деница Шопова.

## Театрални роли
- „Изповед на един доносник“

## Филмография
| Година    | Филми и Сериали                | Серии | Копродукции           | Роля             |
| --------- | ------------------------------ | ----- | --------------------- | ---------------- |
| 2010-2011 | Стъклен дом                    | 64    |                       |                  |
| 2008-2011 | Забранена любов                | 299   |                       |                  |
| 2003      | Аз съм Дейвид – („I Am David“) |       | САЩ / Великобритания  | шофьор на камион |
| 2001      | Най-важните неща               | 2     |                       |                  |
| 2001      | Наблюдателя                    |       |                       |                  |
| 1999      | Дунав мост                     | 7     |                       | Дино             |
| 1992      | Комитски времена               |       |                       | кехаячето        |
| 1990      | Супермент – („Superment“)      |       | СССР / България / САЩ | Петручио         |
| 1989      | Кмете, кмете...                |       |                       | Марин            |
| 1988      | Бронзовата лисица              |       |                       |                  |
| 1984      | Романтична история             |       |                       | (като Н. Кипчев) |
| 1984      | В името на народа              | 8     |                       |                  |

## Дублаж
- „Сто и един далматинци“ (One Hundred and One Dalmatians, 1961, дублаж от 2008) – Джаспър
- „101 далматинци II: Приключението на Пач в Лондон“ (101 Dalmatians II: Patch's London Adventure, 2003, дублаж от 2008) – Джаспър